# Irene Angelina
Irene Angelina (més endavant anomenada Maria) (1180/1184-27 d'agost de 1208) fou filla de l'emperador romà d'Orient Isaac II Àngel i la seva primera esposa, potser, de nom Herina i possiblement membre de la família Tornices.

## Biografia

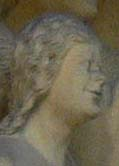
Irene Angelina

En 1193 es va casar amb Roger III de Sicília, que va morir amb prou feines uns mesos després, el 24 de desembre de 1193. Irene va ser capturada en la invasió alemanya de Sicília el 29 de desembre de 1194 i es va casar el 25 de maig de 1197 amb Felip de Suàbia, von Hohenstaufen. A Alemanya va ser anomenada com a Maria.
El seu pare, que havia estat deposat en 1195, la va instar a obtenir el suport de Felip per al seu restabliment. El seu germà, Alejo, posteriorment, va passar algun temps en la cort de Felip durant els preparatius de la Quarta Croada. Ella, per tant, hauria tingut una influència primerenca sobre el desviament final de la Croada a Constantinoble en 1204.
Després de l'assassinat del seu marit, el 21 de juny de 1208, Irene -que estava embarassada en aquest moment- es va retirar al castell de Hohenstaufen, en l'actual Itàlia. Allí, dos mesos després, el 27 d'agost, va donar a llum a la seva cinquena filla -anomenada Beatriu Pòstuma-, però la mare i la nena van morir poc després o durant el part. Va ser enterrada al mausoleu de la família en el monestir Lorch de Staufen, juntament amb la seva filla i els seus fills. La seva tomba, ara destruïda, no pot ser reconstruïda en l'actualitat.
Va ser esmentada per Walther von der Vogelweide com «la rosa sense espines, la coloma sense malícia».

### Descendència

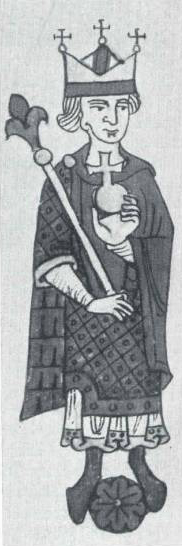
Felip de Suàbia.

Felip de Suàbia i Irene van tenir cinc filles i dos fills:
- Beatriu de Suàbia (1198-11 d'agost de 1212) casada amb Otó IV, emperador del Sacre Imperi Romano Germànic, va morir sense descendència.
- Cunegunda de Suàbia (1200-1248), casada amb el rei Venceslau I, rei de Bohèmia, amb qui va tenir cinc fills.[1]
- Maria de Suàbia (3 d'abril de 1201-29 de març de 1235), casada amb Enric II, duc de Brabant, amb qui va tenir cinc fills;[1]
- Beatriu Isabel de Suàbia (1203-1235), casada amb Ferran III de Castella, anomenat el Sant, amb qui va tenir descendència.[1] Entre els seus fills figurava Alfons X El Savi;[7][8][9]
- Dos fills anomenats Reinald i Frederic, van morir en la infància;
- Beatriu pòstuma (20 d'agost de 1208-27 d'agost de 1208), va morir alhora que la seva mare.